# 나카하기정
나카하기정(中萩町)은 에히메현 니이군에 설치된 정이다. 